# Althorpe Islands Conservation Park
Althorpe Islands Conservation Park är en park i Australien. Den ligger i delstaten South Australia, omkring 160 kilometer väster om delstatshuvudstaden Adelaide.
Trakten är glest befolkad. Närmaste större samhälle är Marion Bay, omkring 18 kilometer nordost om Althorpe Islands Conservation Park. 
Genomsnittlig årsnederbörd är 772 millimeter. Den regnigaste månaden är juni, med i genomsnitt 139 mm nederbörd, och den torraste är januari, med 22 mm nederbörd.